# هنری دلال
هِنری دَلّال (به انگلیسی: Henry Dallal) (زادهٔ ۱۹۵۵) عکاس  ایرانی مقیم لندن انگلستان است.
وی عکاس متخصص عکاسی از اسب‌ها و طبیعت است.
هنری دلال عکاس محبوب الیزابت ملکه بریتانیا است. ملکه الیزابت بارها هنری دلال را به کاخ خود دعوت کرده و عکس‌های او را تحسین کرده‌است.
یکی از عکس‌های هِنری که از ملکه و اسب‌هاش او گرفته‌است در موزه چهره‌نگاری‌های لندن قرار گرفته‌است.
آثار عکاسی او در نشریات تخصصی عکاسی جهان بارها منتشر شده و مقالات گوناگونی درباره آن‌ها نوشته شده‌است.
عکس‌هایی که او طی پنج سال از گارد سلطنتی ملکه بریتانیا گرفته‌است و به‌صورت کتابی در بریتانیا چاپ شده‌است.
هنری دلال پس از خروج از ایران، از سال ۱۹۹۴ از کلرادوی آمریکا به لندن مهاجرت کرد. او از کوهنوردان فعال نیز هست.
وی مدرک دانشگاهی خود (BSBA) را از دانشگاه دنور کلرادو در سال ۱۹۷۷ دریافت کرد.
هنری دلال از همکاران انجمن پادشاهی جغرافیایی است.

## نمایشگاه‌ها
- International Museum of the Horse - Lexington, Kentucky - 2008
- Harrods - 2006
- Blenheim Palace - 2006
- Smithsonian Institute - Washington, DC - 2004
- Naples Museum of Art - Naples, Florida - 2004
- Weatherburn Gallery - Naples, Florida - 2004
- Windsor Castle - son et lumiere - 2003
- Guildhall Windsor- 2003
- Royal Geographical Society - 2002
- Kensington Palace - 1999

تألیف‌ها:
- “Horse Warriors, India's 61st Cavalry”
- “Pageantry and Performance, The Household Cavalry in a Celebration of Pictures” which received many accolades.
- Awarded Best View of Britain at 6 am by BBC /Today Programme.
- Royal Mail used images from his book for a special edition Trooping the Colour stamp pack.

وی کتاب‌ها، پروژه‌ها و سفرهای درازمدت گوناگونی دیگری را در دست تهیه و انجام دارد.